# أشراف (قبيلة)
الأشراف هي عشيرة صومالية. اسمهم جاء من الأشراف، وهو مصطلح عربي في الأصل يشير إلى أولئك الذين يدعون بأن نسبهم يتصل بالنبي محمد.